# 大普拉亞 (聖卡塔琳娜州)

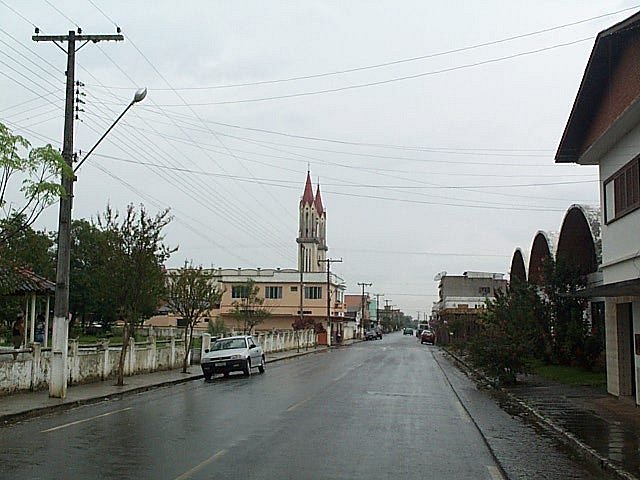

29°11′49″S 49°57′0″W / 29.19694°S 49.95000°W
大普拉亞（葡萄牙語：Praia Grande），是巴西的城鎮，位於該國南部，由聖卡塔琳娜州負責管轄，始建於1958年7月19日，面積279平方公里，海拔高度45米，2010年人口7,270，人口密度每平方公里26.1人。